# Selena (niederländische Sängerin)
Selena (* 9. August 1965 in Nijmegen) ist eine niederländische Sängerin, die Ende der 1980er Jahre einige Dance-Singles sowie ein Album veröffentlichte.

## Leben und Wirken
Aufgewachsen in der Umgebung von Nijmegen, erhielt Selena einen Plattenvertrag bei EMI. 1988 veröffentlichte sie die Singles Shotgun und So far away und 1989 Timebomb. Im gleichen Jahr erschien ihr Debütalbum Timebomb. In Deutschland wurde Shotgun zum Radiohit, erreichte aber nicht die Verkaufscharts. Für alle drei Singles wurden Videos gedreht. Nach einigen Flops in den folgenden Jahren beendete Selena 1992 ihre Karriere.

## Diskografie

### Alben
- 1989: Timebomb

### Singles
- 1988: Shotgun
- 1988: So far away
- 1989: Timebomb
- 1989: And my Heart Beats
- 1990: Time After Time